# 心動了 (日向坂46單曲)
〈心動了〉（日语： Kyun */?）是日本女子偶像團體日向坂46的出道單曲，於2019年3月27日由Sony Records發行。同名標題曲的Center（中心成員）由小坂菜緒擔任。

## 背景及發行情況
日向坂46原名為平假名櫸坂46，曾为櫸坂46旗下的附属团体。2019年2月11日，隊長佐佐木久美、成員柿崎芽實、加藤史帆、齊藤京子、佐佐木美玲及小坂菜緒出席了名為「平假名的告知」的發佈會，該發佈會透過即時影音串流網站SHOWROOM舉行的直播。會上由成員宣佈組合將发行首张单曲及發售日期，經紀公司更在發佈會結尾突擊宣布組合更名的消息。
标题曲〈心动了〉於同年3月1日在SHOWROOM率先公開，日向坂46官網也公開了部分音源。選拔陣容及中心成員於同月4日（3日深夜）在日向坂46的冠名節目《平假名推》上公佈，完整版音源也於同日公開。MV於同月5日在日向坂46官網及YouTube上公開。
單曲分為附有BD的“Type-A”、“Type-B”、“Type-C”，以及只有CD的通常版共四个版本。其中，〈心動了〉與〈JOYFUL LOVE〉在所有版本中皆有收錄，〈滑到耳边的泪水〉、〈Footsteps〉、〈悸动草〉、〈如果沉默是爱〉則分別收錄於「Type-A」、「Type-B」、「Type-C」及通常版各版本之中。Blu-ray內除了收錄音樂錄影帶外，也收錄了另行拍攝及追踪每位成员日常活动的纪录片《平假名榉坂46物語～邁往日向～》。
本張單曲採用全員選拔制度，除因專注學業而暫停活動的影山優佳外，其他成員均參與了製作。此作亦是日向坂46一期生柿崎芽實唯一一張參與製作的日向坂46單曲。在本張單曲推出一個月後，柿崎芽實便一直缺席組合所有行程，最終在同年6月21日宣佈會於〈心動了〉所有宣傳活動結束後正式從組合畢業。

## 销量成绩
本作於Oricon公信榜公布的首週單曲銷量為47.6万張，超越了榉坂46於2016年4月发售的出道单曲〈沉默的多數〉所创下的首张单曲销量26.2萬張的紀錄，成為歷代女性藝人銷量最高的首张單曲。

## 封面寫真
| Type-A | 小坂菜緒、齊藤京子、加藤史帆                                                               |
| Type-B | 河田陽菜、佐佐木久美、佐佐木美玲、丹生明里                                                 |
| Type-C | 柿崎芽實、高本彩花、東村芽依、渡邊美穂                                                     |
| 通常盤 | 井口真緒、潮紗理菜、上村日菜乃、金村美玖、高瀨愛奈、富田鈴花、濱岸日和、松田好花、宮田愛萌 |

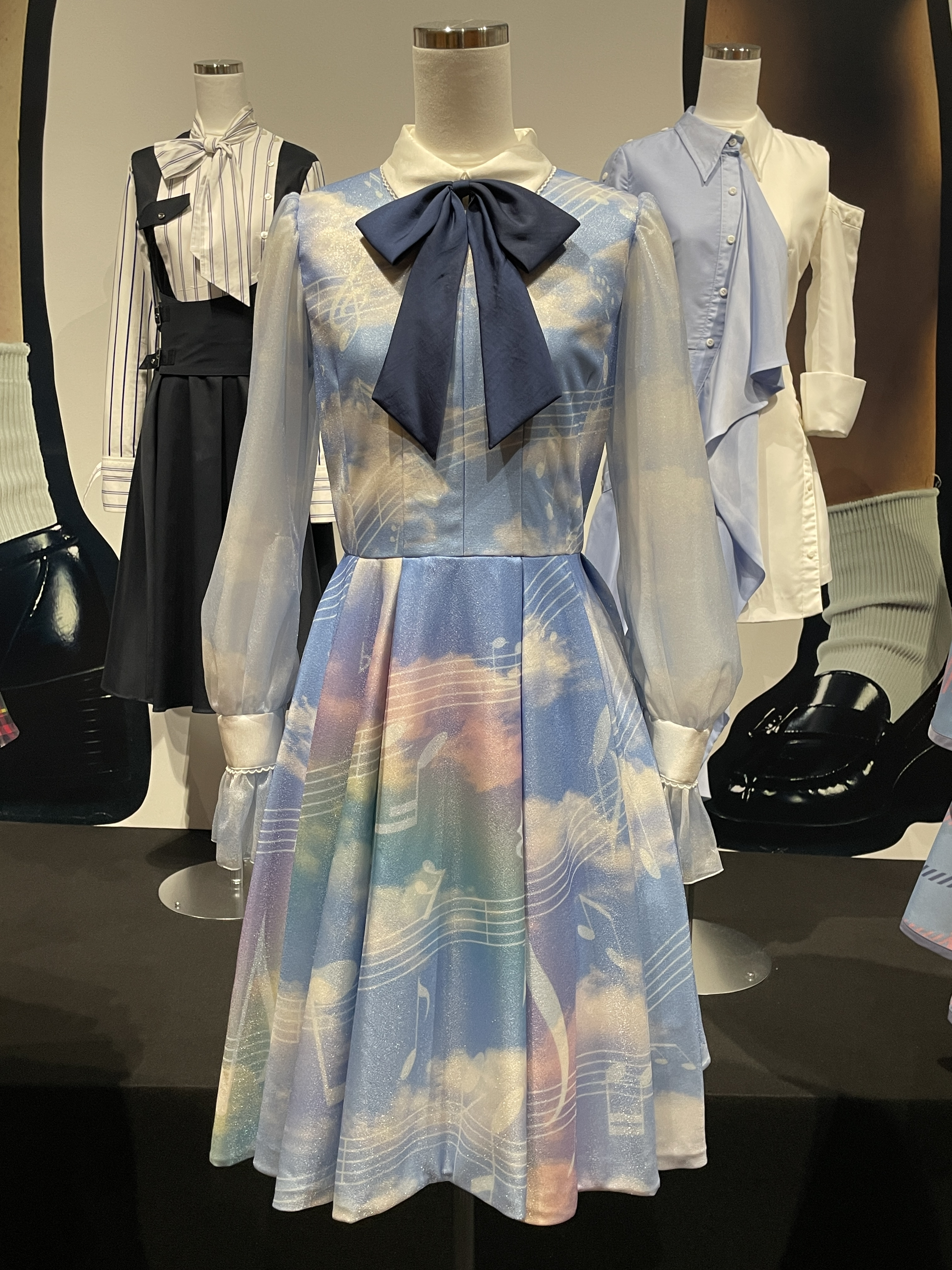
於舉辦的日向坂46展「WE R!」所展示的《心動了》服裝（攝於2024年5月13日）

封面寫真以「社團活動大樓中的學校生活」為主題，美術社及音樂社教室作為拍攝場景，攝影師由笹原清明擔任。

## MV
心動了
導演：安藤隼人
MV以學校為主要舞台，在走廊及教室的舞蹈由演出成員及約100名臨時演員共同呈現，成員舞蹈動作以積極及充滿活力的方式表現。MV採用日本首度使用的RadCamX（配備相機的無線遙控車）以視角較低暨快速移動的方式完成拍攝。舞蹈動作設計由編舞師CRE8BOY擔任。

## 媒體使用歌曲
心動了
STRIPE INTERNATIONAL「Mechakari」廣告曲。
JOYFUL LOVE
STRIPE INTERNATIONAL「Mechakari」廣告曲。

## 歌曲列表

### Type-A
| CD       | CD                            | CD       | CD                  | CD         | CD    |
| 曲序     | 曲目                          |          | 作曲                | 编曲       | 时长  |
| -------- | ----------------------------- | -------- | ------------------- | ---------- | ----- |
| 1.       | 心動了                        | 秋元康   | 野村陽一郎          | 野村陽一郎 | 5:00  |
| 2.       | JOYFUL LOVE                   | 秋元康   | 前迫潤哉、Dr.Lilcom | Dr.Lilcom  | 4:35  |
| 3.       | 滑到耳邊的淚水                | 秋元康   | 西井昌明            | 若田部誠   | 4:34  |
| 4.       | 心動了 off vocal ver.         |          | 野村陽一郎          | 野村陽一郎 | 5:00  |
| 5.       | JOYFUL LOVE off vocal ver.    |          | 前迫潤哉、Dr.Lilcom | Dr.Lilcom  | 4:35  |
| 6.       | 滑到耳邊的淚水 off vocal ver. |          | 西井昌明            | 若田部誠   | 4:33  |
| 总时长： | 总时长：                      | 总时长： | 总时长：            | 总时长：   | 28:17 |

| Blu-ray  | Blu-ray                                      | Blu-ray  | Blu-ray |
| 曲序     | 曲目                                         | 導演     | 时长    |
| -------- | -------------------------------------------- | -------- | ------- |
| 1.       | 心動了 Music Video                           | 安藤隼人 | 5:10    |
| 2.       | JOYFUL LOVE Music Video                      | 池田一真 | 4:43    |
| 3.       | 井口真緒（平假名榉坂46物語～邁往日向～（けやき坂46ストーリー 〜ひなたのほうへ〜）） | 頃安祐良 | 7:06    |
| 4.       | 柿崎芽實（平假名榉坂46物語～邁往日向～）     | 頃安祐良 | 6:23    |
| 5.       | 佐佐木美玲（平假名榉坂46物語～邁往日向～）   | 頃安祐良 | 6:42    |
| 6.       | 高瀨愛奈（平假名榉坂46物語～邁往日向～）     | 頃安祐良 | 6:15    |
| 7.       | 河田陽菜（平假名榉坂46物語～邁往日向～）     | 頃安祐良 | 6:00    |
| 8.       | 小坂菜緒（平假名榉坂46物語～邁往日向～）     | 頃安祐良 | 8:20    |
| 9.       | 松田好花（平假名榉坂46物語～邁往日向～）     | 頃安祐良 | 7:21    |
| 总时长： | 总时长：                                     | 总时长： | 58:00   |

### Type-B
| CD       | CD                         | CD       | CD                  | CD         | CD    |
| 曲序     | 曲目                       |          | 作曲                | 编曲       | 时长  |
| -------- | -------------------------- | -------- | ------------------- | ---------- | ----- |
| 1.       | 心動了                     | 秋元康   | 野村陽一郎          | 野村陽一郎 | 5:00  |
| 2.       | JOYFUL LOVE                | 秋元康   | 前迫潤哉、Dr.Lilcom | Dr.Lilcom  | 4:35  |
| 3.       | Footsteps                  | 秋元康   | 野井洋兒            | 野井洋兒   | 4:54  |
| 4.       | 心動了 off vocal ver.      |          | 野村陽一郎          | 野村陽一郎 | 5:00  |
| 5.       | JOYFUL LOVE off vocal ver. |          | 前迫潤哉、Dr.Lilcom | Dr.Lilcom  | 4:35  |
| 6.       | Footsteps off vocal ver.   |          | 野井洋兒            | 野井洋兒   | 4:53  |
| 总时长： | 总时长：                   | 总时长： | 总时长：            | 总时长：   | 28:57 |

| Blu-ray  | Blu-ray                                    | Blu-ray  | Blu-ray |
| 曲序     | 曲目                                       | 導演     | 时长    |
| -------- | ------------------------------------------ | -------- | ------- |
| 1.       | 心動了 Music Video                         | 安藤隼人 | 5:10    |
| 2.       | Footsteps Music Video                      | 橫堀光範 | 5:17    |
| 3.       | 潮紗理菜（平假名榉坂46物語～邁往日向～）   | 頃安祐良 | 7:03    |
| 4.       | 齊藤京子（平假名榉坂46物語～邁往日向～）   | 頃安祐良 | 6:41    |
| 5.       | 金村美玖（平假名櫸坂46物語～邁往日向～）   | 頃安祐良 | 6:08    |
| 6.       | 富田鈴花（平假名榉坂46物語～邁往日向～）   | 頃安祐良 | 6:37    |
| 7.       | 渡邊美穗（平假名榉坂46物語～邁往日向～）   | 頃安祐良 | 6:00    |
| 8.       | 上村日菜乃（平假名榉坂46物語～邁往日向～） | 頃安祐良 | 5:37    |
| 总时长： | 总时长：                                   | 总时长： | 48:43   |

### Type-C
| CD       | CD                         | CD       | CD                  | CD         | CD    |
| 曲序     | 曲目                       |          | 作曲                | 编曲       | 时长  |
| -------- | -------------------------- | -------- | ------------------- | ---------- | ----- |
| 1.       | 心动了                     | 秋元康   | 野村陽一郎          | 野村陽一郎 | 5:00  |
| 2.       | JOYFUL LOVE                | 秋元康   | 前迫潤哉、Dr.Lilcom | Dr.Lilcom  | 4:35  |
| 3.       | 悸動草                     | 秋元康   | 御子柴龍馬          | 御子柴龍馬 | 4:15  |
| 4.       | 心動了 off vocal ver.      |          | 野村陽一郎          | 野村陽一郎 | 5:00  |
| 5.       | JOYFUL LOVE off vocal ver. |          | 前迫潤哉、Dr.Lilcom | Dr.Lilcom  | 4:35  |
| 6.       | 悸動草 off vocal ver.      |          | 御子柴龍馬          | 御子柴龍馬 | 4:13  |
| 总时长： | 总时长：                   | 总时长： | 总时长：            | 总时长：   | 27:38 |

| Blu-ray  | Blu-ray                                    | Blu-ray  | Blu-ray |
| 曲序     | 曲目                                       | 導演     | 时长    |
| -------- | ------------------------------------------ | -------- | ------- |
| 1.       | 心動了 Music Video                         | 安藤隼人 | 5:10    |
| 2.       | 悸動草 Music Video                         | 池田一真 | 4:25    |
| 3.       | 加藤史帆（平假名榉坂46物語～邁往日向～）   | 頃安祐良 | 7:07    |
| 4.       | 佐佐木久美（平假名榉坂46物語～邁往日向～） | 頃安祐良 | 7:35    |
| 5.       | 高本彩花（平假名榉坂46物語～邁往日向～）   | 頃安祐良 | 7:01    |
| 6.       | 東村芽依（平假名榉坂46物語～邁往日向～）   | 頃安祐良 | 8:27    |
| 7.       | 丹生明里（平假名榉坂46物語～邁往日向～）   | 頃安祐良 | 7:03    |
| 8.       | 濱岸日和（平假名榉坂46物語～邁往日向～）   | 頃安祐良 | 6:56    |
| 9.       | 宮田愛萌（平假名榉坂46物語～邁往日向～）   | 頃安祐良 | 7:34    |
| 总时长： | 总时长：                                   | 总时长： | 1:01:18 |

### 通常盤
| CD       | CD                          | CD       | CD                  | CD                 | CD    |
| 曲序     | 曲目                        |          | 作曲                | 编曲               | 时长  |
| -------- | --------------------------- | -------- | ------------------- | ------------------ | ----- |
| 1.       | 心动了                      | 秋元康   | 野村陽一郎          | 野村陽一郎         | 5:00  |
| 2.       | JOYFUL LOVE                 | 秋元康   | 前迫潤哉、Dr.Lilcom | Dr.Lilcom          | 4:35  |
| 3.       | 如果沉默是愛                | 秋元康   | 佐藤慎吾            | 佐藤慎吾、長田直也 | 4:24  |
| 4.       | 心動了 off vocal ver.       |          | 野村陽一郎          | 野村陽一郎         | 5:00  |
| 5.       | JOYFUL LOVE off vocal ver.  |          | 前迫潤哉、Dr.Lilcom | Dr.Lilcom          | 4:35  |
| 6.       | 如果沉默是愛 off vocal ver. |          | 佐藤慎吾            | 佐藤慎吾、長田直也 | 4:23  |
| 总时长： | 总时长：                    | 总时长： | 总时长：            | 总时长：           | 27:57 |

## 選拔成員

### 心動了
（中心成員：小坂菜緒）
- 第三排：富田鈴花、濱岸日和、高瀨愛奈、松田好花、上村日菜乃、金村美玖、井口真緒、宮田愛萌、潮紗理菜[5]
- 第二排：佐佐木久美、丹生明里、河田陽菜、高本彩花、渡邊美穗、東村芽依[5]
- 第一排：佐佐木美玲、齊藤京子、小坂菜緒、加藤史帆、柿崎芽實[5]

### JOYFUL LOVE
（中心成員：小坂菜緒）
- 井口真緒、潮紗理菜、柿崎芽實、加藤史帆、齊藤京子、佐佐木久美、佐佐木美玲、高瀨愛奈、高本彩花、東村芽依、金村美玖、河田陽菜、小坂菜緒、富田鈴花、丹生明里、濱岸日和、松田好花、宮田愛萌、渡邊美穗[4]

### 悸動草
（中心成員：小坂菜緒）
- 井口真緒、潮紗理菜、柿崎芽實、加藤史帆、齊藤京子、佐佐木久美、佐佐木美玲、高瀨愛奈、高本彩花、東村芽依、金村美玖、河田陽菜、小坂菜緒、富田鈴花、丹生明里、濱岸日和、松田好花、宮田愛萌、渡邊美穗、上村日菜乃[4]

### Footsteps
（中心成員：高本彩花）
- 加藤史帆、佐佐木久美、佐佐木美玲、高本彩花、小坂菜緒[4]

### 滑到耳邊的淚水
（中心成員：加藤史帆）
- 井口真緒、潮紗理菜、柿崎芽實、加藤史帆、齊藤京子、佐佐木久美、佐佐木美玲、高瀨愛奈、高本彩花、東村芽依[4]

### 如果沉默是愛
（中心成員：小坂菜緒）
- 金村美玖、河田陽菜、小坂菜緒、富田鈴花、丹生明里、濱岸日和、松田好花、宮田愛萌、渡邊美穗[4]

## 獲獎
2020年9月，《心動了》在《MTV Video Music Awards Japan 2019》中獲得最佳編舞獎。

### 引用
1. ↑  . Sony Music Taiwan JPOP. 台灣索尼音樂娛樂. 2019-04-02  [2019-04-10]. （原始内容存档于2019-04-17） （中文（臺灣））.
2. ↑  . 台灣索尼音樂JPOP臉書粉絲團. 2019-04-18  [2019-04-18] （中文（臺灣））.
3. ↑  . Real Sound.   [2019-03-07]. （原始内容存档于2019-03-07） （日语）.
4. 1 2 3 4 5 6  . 日向坂46官方网站. 2019-03-01  [2019-03-01]. （原始内容存档于2019-03-02） （日语）.
5. 1 2 3 4 5 6  . ORICON NEWS (oricon ME). 2019-03-04  [2019-03-05]. （原始内容存档于2019-03-04）.
6. ↑   [「日向坂46」電撃改名時成員大興奮　齊藤京子美夢成真「會賭上生命努力」]. ORICON NEWS (oricon ME inc.). 2019-02-11  [2019-02-11]. （原始内容存档于2019-02-11） （日语）.
7. ↑   [平假名櫸坂46變為日向坂46，因改名&單獨出道而喜悅爆發「想有自信地活動」]. 音樂Natalie (Natasha, Inc.). 2019-02-11  [2019-02-11]. （原始内容存档于2019-02-11） （日语）.
8. ↑   [平假名櫸坂46，電撃改名而落淚…變為「日向坂46」！團體代表色為「天空色」]. modelpress (Netnative Inc.). 2019-02-11  [2019-02-11]. （原始内容存档于2019-02-11） （日语）.
9. ↑  @hinatazakanews.  (推文). 2019-03-04  [2019-03-05] –Twitter （日语）.
10. ↑  . ナタリー (ナターシャ). 2019-03-05  [2019-03-05]. （原始内容存档于2019-03-05） （日语）.
11. ↑  . 日向坂46官方网站. 2019-03-05  [2019-03-05]. （原始内容存档于2019-03-06） （日语）.
12. ↑  . 音楽ナタリー (Natasha,Inc.). 2019-03-22  [2019-04-10]. （原始内容存档于2019-03-30） （日语）.
13. ↑   [柿崎芽實相關事項公告]. 日向坂46營運委員會. 2019-06-21  [2019-06-21]. （原始内容存档于2021-01-22） （日语）.
14. ↑  . ORICON NEWS. 2019-04-02  [2019-04-11]. （原始内容存档于2019-04-05） （日语）.
15. ↑  . 东京体育. 2019-04-03  [2019-04-11]. （原始内容存档于2019-04-11） （日语）.
16. 1 2  日向坂46 2019a、日向坂46 2019b、日向坂46 2019c、日向坂46 2019d。
17. ↑  . Real Sound.   [2019-03-07]. （原始内容存档于2019-03-07） （日语）.
18. ↑  . Real Sound.   [2019-03-07]. （原始内容存档于2019-03-06） （日语）.
19. ↑  . @CRE8BOY_. 2019-03-06  [2019-03-07] （日语）.
20. ↑  . 日向坂46官方网站. 2019-02-11  [2019-03-01]. （原始内容存档于2019-03-02） （日语）.
21. ↑  . ナタリー (音樂Natalie). 2018-10-22  [2019-03-01]. （原始内容存档于2019-03-02） （日语）.
22. 1 2 3 4  . 台灣索尼音樂JPOP臉書專頁. 2019-04-16 （中文（臺灣））.
23. 1 2  日向坂46 2019a。
24. 1 2  日向坂46 2019b。
25. 1 2  日向坂46 2019c。
26. ↑  日向坂46 2019d。
27. ↑  ワイヤーアクション. . TVでた蔵. 富士ソフト. 2019-03-03  [2019-03-03]. （原始内容存档于2019-03-06） （日语）.
28. ↑  . nikkansports. 2019-03-12. （原始内容存档于2019-06-21） （日语）.
29. ↑  . BARKS (ジャパンミュージックネットワーク). 2019-08-06  [2020-11-11] （日语）.

## 外部連結
- 官方網站（日語）
  - 唱片目錄 （页面存档备份，存于）－日向坂46官方網站
  - 〈心動了〉特設網站 （页面存档备份，存于）－日向坂46官方網站（2019年3月29日）
  - 〈心動了〉 （页面存档备份，存于）－日向坂46官方網站
- 音樂錄影帶（日語）
  - YouTube上的日向坂46〈心動了〉（2019年3月5日，僅限日本國內觀賞）
  - YouTube上的日向坂46〈JOYFUL LOVE〉（2019年3月11日，僅限日本國內觀賞）
  - YouTube上的日向坂46〈悸動草〉（2019年3月13日，僅限日本國內觀賞）
  - YouTube上的日向坂46〈Footsteps〉（2019年3月18日，僅限日本國內觀賞）
- 音樂錄影帶（繁體中文）
  - YouTube上的日向坂46／心動了（中文字幕版）（2019年4月22日）